# 包奇
包奇（英語：Bauchi）是西非國家尼日利亞北部的城市，也是包奇州的首府，東北面毗鄰喬斯高原，距離揚卡里國家金園110公里，建城於1809年，面積3,687平方公里，海拔高度616米，2016年人口693.700。

## 外部連結
- MSN Map[永久]